# Royal Hospital for Neuro-disability
Il Royal Hospital for Neuro-disability di Putney, a Londra, è un'organizzazione di beneficenza indipendente che fornisce riabilitazione e assistenza a lungo termine a persone con disabilità neurologiche complesse causate da danni al cervello o ad altre parti del sistema nervoso. Questo danno è spesso causato da incidenti stradali e condizioni neurologiche progressive come la malattia di Huntington e la sclerosi multipla. L'amministratore delegato è Paul Allen. L'ospedale è un edificio classificato di II grado.

## Riconoscimenti
Nel 2010, la struttura ha ricevuto due 'Innovation Awards' dall'UKABIF (United Kingdom Acquired Brain Injury Forum) – Innovation by a Clinician e Innovation by a Care Provider. La London Garden Society gli ha conferito poi una medaglia d'oro per i suoi giardini, nel 2010 e, il 31 dicembre, una terapista occupazionale della RHN, Helen Gill-Thwaites, ha ricevuto un MBE per i suoi servizi sanitari, a seguito dello sviluppo di uno strumento di valutazione presso l'ospedale chiamato SMART (Sensory Modality Assessment & Rehabilitation Technique) che diagnostica accuratamente i disturbi della coscienza